# Myrcia rimosa
Myrcia rimosa är en myrtenväxtart som beskrevs av Jacques Cambessèdes. Myrcia rimosa ingår i släktet Myrcia och familjen myrtenväxter. Inga underarter finns listade i Catalogue of Life.